# Dialeurodes rengas
Dialeurodes rengas là một loài côn trùng cánh nửa trong họ Aleyrodidae, phân họ Aleyrodinae.
Dialeurodes rengas được Corbett miêu tả khoa học đầu tiên năm 1935.